# Stanisław Godawa
Stanisław Godawa (ur. 9 kwietnia 1895 w Lubowli, zm. 10 marca 1988) – kapitan administracji (piechoty) Wojska Polskiego, działacz niepodległościowy.

## Życiorys
Urodził się 9 kwietnia 1895 w Lubowli, w rodzinie Jana i Marii z Piwowarczyków . Był bratem Michała ps. „Bohun” (ur. 1897).
Po wybuchu I wojny światowej wstąpił do Legionów Polskich i służył w szeregach 4 pułku piechoty w składzie II Brygady.
Po odzyskaniu przez Polskę niepodległości został przyjęty do Wojska Polskiego. Uczestniczył wojnie polsko-bolszewickiej, w tym w zajęciu Wilna. Został awansowany do stopnia porucznika piechoty ze starszeństwem z dniem 1 czerwca 1920. W 1923, 1924 był oficerem zawodowym 4 pułku strzelców podhalańskich w Cieszynie. W 1928, jako oficer 4 psp był przydzielony do portu wojennego Gdynia. Został awansowany do stopnia kapitana piechoty ze starszeństwem z dniem 1 stycznia 1930. W 1932 był przydzielony do 2 pułku strzelców podhalańskich. Z dniem 3 kwietnia 1932 został przydzielony na I trzymiesięczny kurs dowódców kompanii (szwadronów) karabinów maszynowych w Centrum Wyszkolenia Piechoty w Rembertowie. W 1938 był już przeniesiony do korpusu oficerów administracji, grupa administracyjna. W marcu 1939 łączył obowiązki służbowe komendanta powiatowego Przysposobienia Wojskowego w Brzozowie z funkcją dowódcy 2. kompanii Brzozów Sanockiego Batalionu ON.
Po wybuchu II wojny światowej brał udział w kampanii wrześniowej 1939 jako dowódcy 3 kompanii batalionu ON „Brzozów” w walkach przeciw Słowakom. Do 1 kwietnia 1945 przebywał w niemieckiej niewoli . Zmarł 10 marca 1988 .
Stanisława Godawa był żonaty, miał córkę. Przed wojną był właścicielem nieruchomości, położonej przy ulicy Benisławskiego w Gdyni.

## Ordery i odznaczenia
- Krzyż Niepodległości – 24 października 1931 „za pracę w dziele odzyskania niepodległości”[21][22]
- Krzyż Walecznych czterokrotnie[15][23] (po raz czwarty „za udział w b. Legionach Polskich”[24])
- Srebrny Krzyż Zasługi – 1938 „za zasługi na polu wychowania fizycznego i przysposobienia wojskowego”[14]